# Bike Salvador
 (mars 2019).
Bike Salvador est le système public de vélos en libre-service à Salvador, au Brésil. Mis en service par la municipalité le 22 septembre 2013, le service Bike Salvador propose environ 400 vélos répartis sur 40 stations.

## Stations

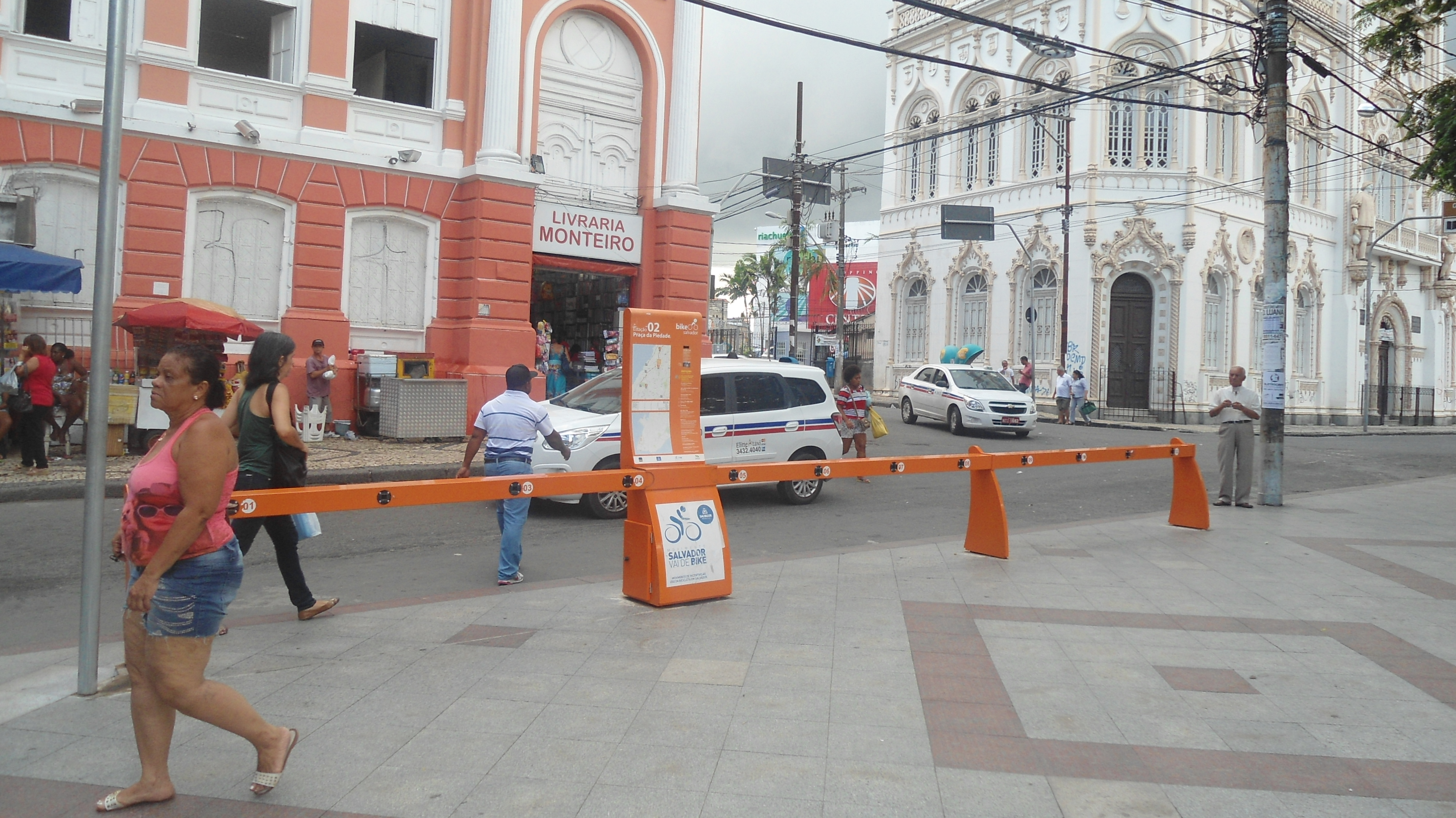
Station 02 - Praça da Piedade

Le réseau comporte 40 stations au total.
- Installées le 22 septembre 2013: Praça Castro Alves, Praça da Piedade, Largo do Campo Grande, Porto da Barra et Jardim Apipema[1]
- Installées le 3 novembre 2013: Avenida Centenário, Corredor da Vitória, Praça Bahia Sol, Parque Cruz Aguiar, Largo da Mariquita, Amaralina, Rua Ceará, Praça Marconi, Praça Nossa Senhora da Luz, Parque Costa Azul, Praia de Jardim de Alah, Praia do Corsário, Praia de Patamares, Avenida Pinto de Aguiar e Praça do Imbuí[2]
- Installées les 18 et 19 janvier 2014: Rua dos Colibris, Praia de Jaguaribe, Praia de Placafor, Universidade Baiana, Solar Boa Vista, Largo Campo da Pólvora, Praia da Boa Viagem, Baixa do Bonfim e Largo de Roma[3]
- Installées le 23 février 2014: Praça Divina, Largo do Papagaio, Estação Calçada, Bahia Marina e fim de linha de Brotas[4]
- Installées le 11 mars 2014: Ferry-Boat, Terminal da França, Porto dos Tainheiros, Largo da Ribeira e Praça Conselheiro Almeida Couto[5]
- Réinstallée le 22 août 2014: Porto da Barra[6]